# Pete Brown (poète)
Pour les articles homonymes, voir Pete Brown et Brown.
Peter Constantine Brown (né le 25 décembre 1940 à Ashtead dans le Surrey et mort le 19 mai 2023) est un poète de performance, parolier et producteur de musique britannique.
Connu pour ses collaborations avec Jack Bruce, Pete Brown a aussi travaillé avec The Battered Ornaments, Graham Bond et Phil Ryan et formé son propre groupe Pete Brown & Piblokto!. Il est également auteur de musique de film et a créé sa maison de production cinématographique.

## Biographie
Pete Brown est le cousin de Marty Feldman.

### Poésie
Avant son implication dans la musique, Pete Brown a publié son premier poème dans le magazine américain Evergreen Review à l'âge de 14 ans. Il fait ensuite partie de la scène poétique de Liverpool durant toutes les années 1960 et, en 1964, il est le premier poète à se produire à Morden Tower à Newcastle.
Il a formé en compagnie de John McLaughlin (guitare), Binky McKenzie (basse), Laurie Allan (batterie) et Pete Bailey (percussions), le groupe The First Real Poetry Band.

### Cream
The First Real Poetry Band attire l'attention du groupe Cream sur Pete Brown ; il doit initialement travailler comme coauteur avec Ginger Baker mais le groupe se rend compte rapidement qu'il collabore mieux avec Jack Bruce. Jack Bruce dira plus tard à ce sujet : « Ginger et Pete étaient dans mon appartement à essayer de travailler sur une chanson mais cela ne fonctionnait pas. Ma femme Janet se mit donc avec Ginger et ils écrivirent Sweet Wine pendant que je commençais à travailler avec Pete ».
Ensemble Brown et Bruce ont écrit une grande partie des succès de Cream, notamment I Feel Free, White Room et, avec Clapton, Sunshine of Your Love.
Après la séparation de Cream, Bruce et Brown continuent d'écrire ensemble des chansons pour la carrière solo de Bruce. Brown écrit les paroles des albums Songs for a Tailor, Harmony Row et Into the Storm.

### The Battered Ornaments
Pete Brown forme Pete Brown and His Battered Ornaments en 1968 et en 1969 le groupe enregistre deux albums, A Meal You Can Shake Hands With In The Dark et Mantlepiece, avec une formation comprenant Pete Bailey (percussions), Charlie Hart (claviers), Dick Heckstall Smith (saxophone), George Kahn (saxophone), Roger Potter (basse), Chris Spedding (guitare) et Rob Tait (batterie). En juillet 1969 Brown est débarqué de son propre groupe, la veille d'un concert de soutien aux Rolling Stones à Hyde Park,. Toutes les parties chantées par Brown sont effacées de Mantlepiece et ré-enregistrées par Chris Spedding, tandis que le groupe se renomme The Battered Ornaments.

### Piblokto!
Après The Battered Ornaments, Pete Brown forme Pete Brown & Piblokto!, qui connaît plusieurs formations et sort deux albums et trois singles, avant de se dissoudre en 1971.

### Brown & Graham Bond
Après Piblokto!, Pete Brown commence une collaboration avec Graham Bond, sous l'impulsion de Jack Bruce et de la femme de Bond, Dianne Stewart. Ils enregistrent un album et un single en 1972 et une grande partie de la bande-son du film Maltamour, avant que Bond ne crée Magus en 1973.
Pete Brown forme alors Brown and Friends et Flying Tigers, mais aucun des deux groupes ne dépasse le stade de la production de démos. Il enregistre également en 1973 un album de ses premiers poèmes, The Not Forgotten Association, avant de participer à des enregistrements avec des membres de Back to Front, dont l'album Party in The Rain enregistré en 1976, mais sorti seulement en 1982.

### Brown & Ryan
Pete Brown quitte la scène musicale avec l'arrivée du punk en 1977, et commence à écrire des scénarios de films. Il compose ensuite la musique d'un téléfilm pour la BBC avec Phil Ryan (un ancien de Piblokto!). Ils collaboreront ensemble 12 ans ; il crée aussi son propre label, Interoceter, qui sortira deux albums du duo Pete Brown / Phil Ryan : Ardours of the Lost Rake et Coals to Jerusalem. Ils partent en tournée en 1993, et une compilation des deux albums sort en CD sous le titre The Land That Cream Forgot (Vintage VIN 8031-2).

### Compagnie cinématographique
En 2004, Pete Brown forme, avec Mark A.J.Waters et Miran Hawke, Brown Waters, une société de production de films britannique.